# Энисамия йодид
Энисамия йодид (торговые марки Нобазит, Амизон) — лекарственное средство, не имеющее доказаной эффективности, производное изоникотиновой кислоты, продаваемое как противовирусный препарат. Предполагаемым механизмом действия является ингибирование синтеза РНК вируса. Ранее продавался в качестве ненаркотического анальгетика.
Производится в России и на Украине.

## Эффективность и безопасность
Эксперты отмечает, что не существует достоверных клинических исследований, которые подтверждали бы эффективность этого лекарственного средства.

## Применение в России
Добавлен в апреле 2020 во временные рекомендации Минздрава РФ по лечению ОРВИ.
Федеральной антимонопольной службой РФ были отмечены факты недобросовестной конкуренции производителя препарата Арбидол (также с недоказанной эффективностью) с производителем Нобазита.
Российский производитель препарата заявлят об эффективности данного средства против COVID-19. Ссылки на само клиническое исследование III фазы, из результатов которого делаются такие выводы, пресс-релиз, однако, не содержит.